# Zbigniew Katner
Zbigniew Katner (ur. 13 marca 1946 w Łodzi) – polski pięcioboista nowoczesny, następnie trener. Mistrz Polski (1968, 1971), jeden z twórców sukcesów polskiego pięcioboju nowoczesnego w latach 70.

## Życiorys
W młodości uprawiał pływanie w Warszawiance, a od 1965 pięciobój nowoczesny w Lotniku Warszawa. Dwukrotnie zdobywał mistrzostwo Polski seniorów (1968, 1971), raz tytuł wicemistrzowski (1967). Reprezentował Polskę na mistrzostwach świata w 1969 (35 m. indywidualnie, 12 m drużynowo) i 1970 (28 m. indywidualnie i 10 m. drużynowo). Ciężka kontuzja przerwała w 1972 jego dalszą karierę.
Od 1972 pracował jako trener w Lotniku, następnie Legii Warszawa, współpracował także z trenerem Bolesławem Bogdanem jako trener szermierki polskiej kadry narodowej. W tym charakterze uczestniczył w sukcesach polskiego pięcioboju nowoczesnego w latach 70. (m.in. złotych medalach Igrzysk Olimpijskich (1976) i mistrzostw świata (1977) Janusza Pyciaka-Peciaka oraz dwóch złotych medalach MŚ polskiej drużyny w 1977 i 1978). W 1977 razem z pozostałymi członkami sztabu trenerskiego (B Bogdan, Krystyna Babirecka, Zbigniew Kuciewicz) został wybrany trenerem roku przez Przegląd Sportowy. Po rezygnacji trenera B. Bogdana w 1980, w dalszym ciągu współpracował z kolejnym trenerem kadry - Andrzejem Dominiakiem. Uczestniczył w zdobyciu dwóch złotych medali mistrzostwa świata w 1981 (indywidualnie - J. Pyciak-Peciak i drużyna). Od 1987 do 1988 był głównym trenerem kadry seniorów, równocześnie w dalszym ciągu był odpowiedzialny za trening szermierki. Następnie pracował w macierzystym klubie, wspierając także w latach 1989-1997 polską kadrę narodową kobiet w treningu szermierczym. Pod jego kierunkiem Iwona Kowalewska została nawet mistrzynią Polski w szpadzie (1996). Po 1997 poświęcił się pracy z młodzieżą, był również wiceprezesem Polskiego Związku Pięcioboju Nowoczesnego.